# Endria nebulosa
Endria nebulosa är en insektsart som först beskrevs av Ball 1900.  Endria nebulosa ingår i släktet Endria, och familjen dvärgstritar. Arten är reproducerande i Sverige.